# Silke Wahlgren
Silke Wahlgren (* 12. April 1968 in Borna bei Leipzig) ist eine deutsche ehemalige DDR-Bürgerrechtlerin. Sie gehörte in den 1980er Jahren zur Bürgerrechtsbewegung und als Mitarbeiterin im Koordinierungskreis des Arbeitskreises Gerechtigkeit zum organisierten Widerstand gegen den DDR-Staat.

## Leben

### Kindheit und frühe Jugend
Silke wuchs in der Familie Krasulsky als zweites von drei Kindern in Borna auf. Ihre Mutter entschied sich erst Ende der 1970er Jahre zu einer Mitgliedschaft in der Evangelisch-Lutherischen Landeskirche Sachsens.
Silke Krasulsky blieb aufgrund ihres kirchlichen und politischen Engagements durch einen Beschluss in der SED-Kreisleitung Borna das Medizinstudium in der DDR verwehrt. Daher begann sie 1986 eine Ausbildung zur Krankenschwester am Diakonissenkrankenhaus Leipzig.

### Engagement bis zur Revolution 1989 in der DDR
Ab Ende der 1970er Jahre war Silke Krasulsky in verschiedenen kirchlichen Gruppen aktiv. Sie gründete gemeinsam mit Rainer Müller, Christian Denecke u. a. die Umweltgruppe Borna.
In Leipzig engagierte sich Silke Krasulsky im Arbeitskreis Gerechtigkeit Leipzig und arbeitete im Kreise der Sprecher und in der Koordinierungsgruppe mit. Für den Fall der Inhaftierung mehrerer Sprecher waren bereits vorab weitere Personen gewählt worden, die zugleich in der Koordinierungsgruppe mitarbeiteten. Zu diesen Personen zählte Silke Krasulsky.
Bis zum Herbst 1989 gehörte der Arbeitskreis Gerechtigkeit Leipzig in Vorbereitung der Massendemonstrationen zu den wichtigsten subversiven Gruppen und letztlich zu den drei unterzeichnenden Gruppen des Appells zur Gewaltlosigkeit für den entscheidenden 9. Oktober 1989. Noch vor Auflösung der beiden Gruppen war Silke Krasulsky mit anderen Mitarbeitern der Initiative Frieden und Menschenrechte (IFM) beigetreten.
Innerhalb der Initiative Frieden und Menschenrechte Leipzig gehörte sie dem Arbeitskreis Gesundheit und Soziales an.

### Wirken seit der Einheit Deutschlands
In den Jahren 1991 bis 1998 studierte Silke Krasulsky an der Universität Leipzig Medizin, von 1999 bis 2004 absolvierte sie ihre Facharztausbildung in Allgemeinmedizin.
Als verehelichte Silke Wahlgren zog sie 2005 nach Schweden. Heute lebt sie in Skärholmen und arbeitet als Ärztin in Stockholm im Karolinska Universitätskrankenhaus.